# Capela do Bom Jesus da Glória

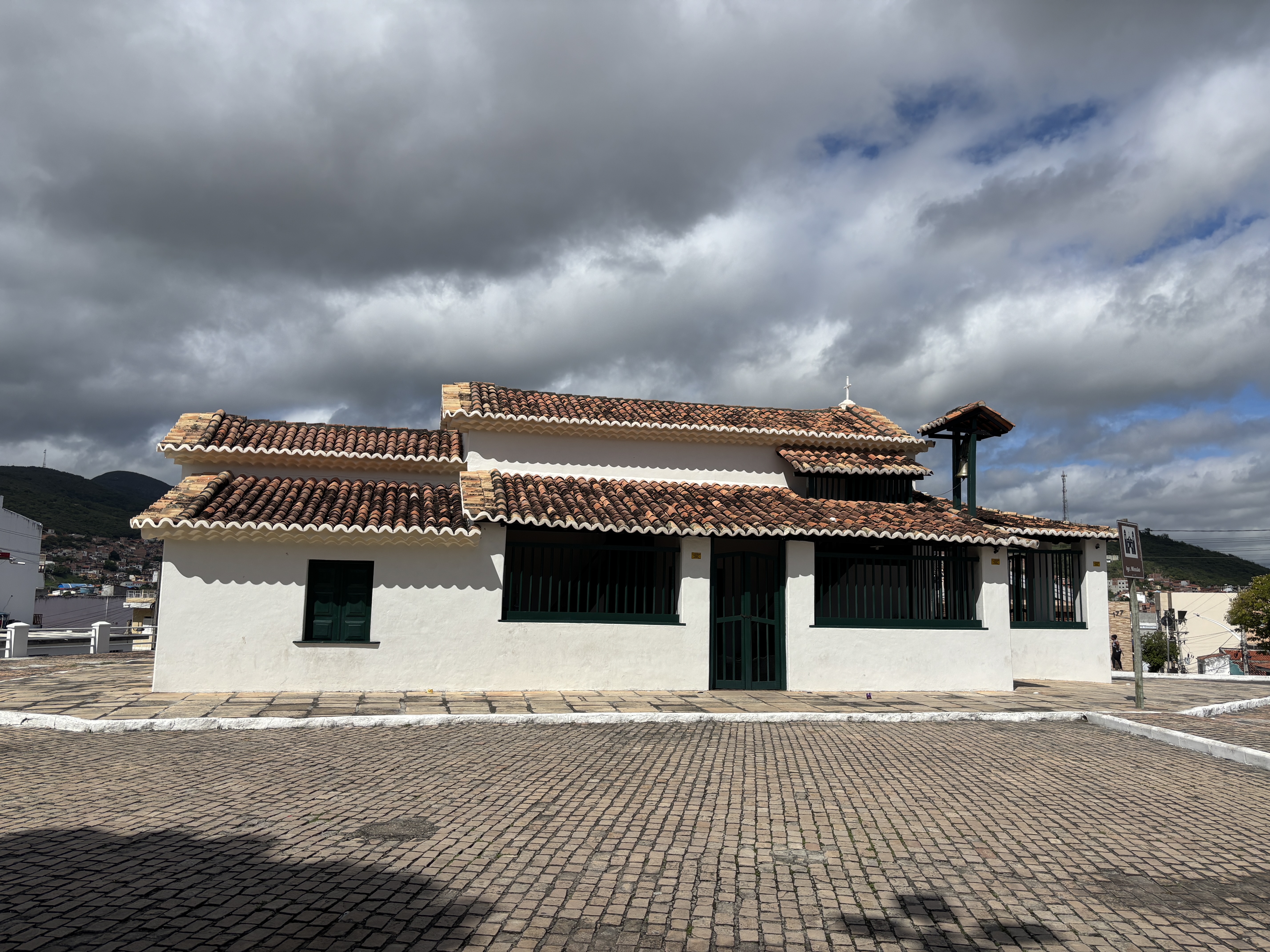
Vista lateral da capela da Missão do Bom Jesus da Glória

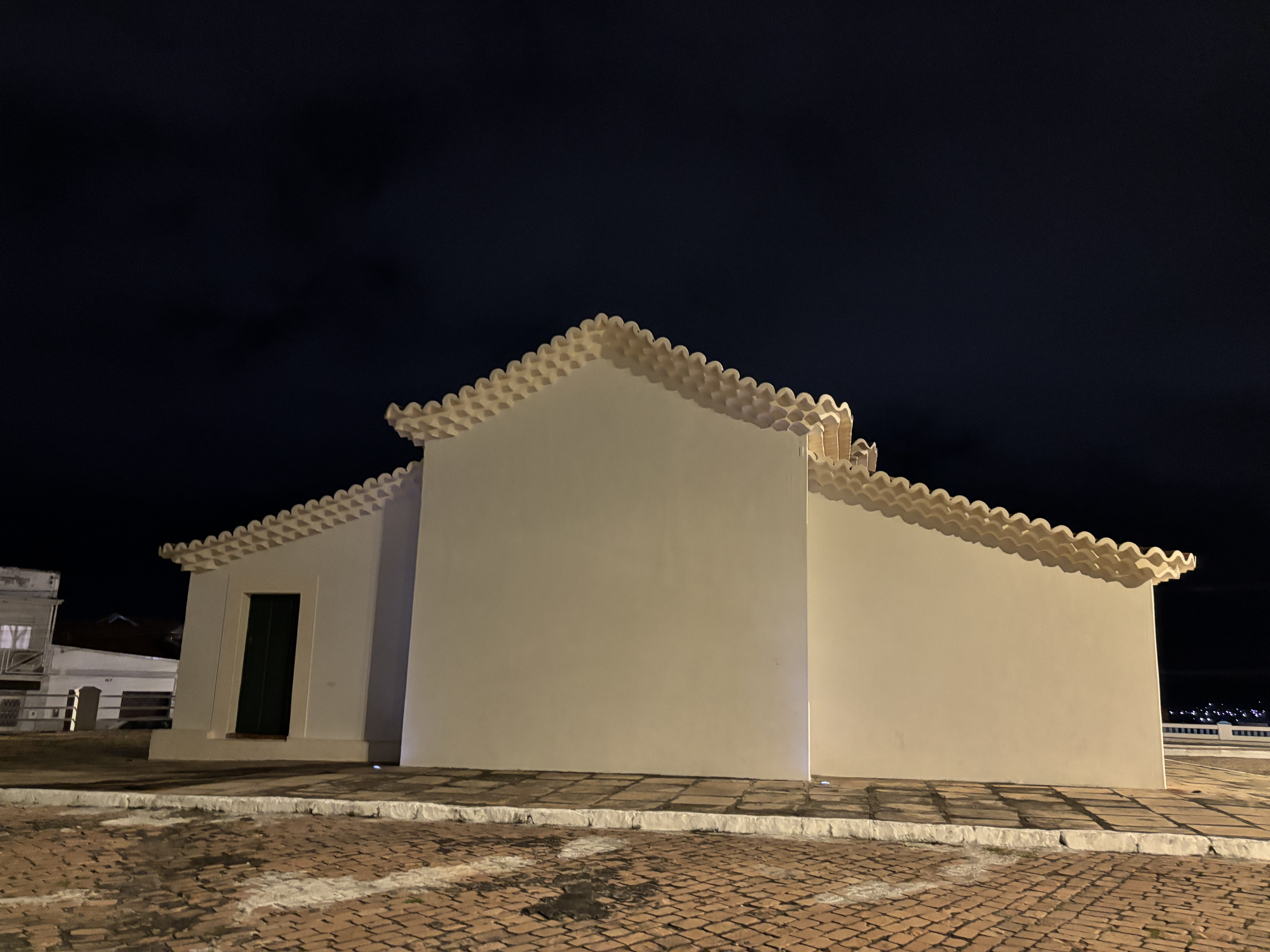
Vista noturna do fundo da capela da Missão do Bom Jesus da Glória

A Capela do Bom Jesus da Glória, popularmente conhecida como Igreja da Missão, é um edifício católico datado do século XVIII, localizado na cidade de Jacobina-BA. Foi fundado em 1706, por missionários franciscanos que estavam na antiga vila para a catequização dos indígenas payayá. A construção da capela teve papel crucial na transferência da Vila de Santo Antônio de Jacobina localizada inicialmente nas proximidades de onde atualmente é a cidade de Senhor do Bonfim, na época um arraial próximo da Missão de Nossa Senhora das Neves do Sahy, para os arredores da Missão do Bom Jesus da Glória, local da capela, onde hoje o município de Jacobina está localizado. Sua estrutura histórica foi tombada em 19 de janeiro de 1972 pelo Instituto do Patrimônio Histórico e Artístico Nacional (IPHAN). Hoje em dia, seu papel cultural na cidade de Jacobina não se esvaiu, pois é ponto culminante de vários festejos e eventos religiosos.
A Igreja da Missão está situada na Praça da Missão, no município baiano de Jacobina.

#### História
No ano de 1706, ainda no século XVIII emergido no contexto do Brasil colonial, foi fundada a Capela do Bom Jesus da Glória, na cidade de Jacobina no interior do estado da Bahia. A capela foi fundada por frades católicos franciscanos em terras pertencentes a família Guedes de Brito.

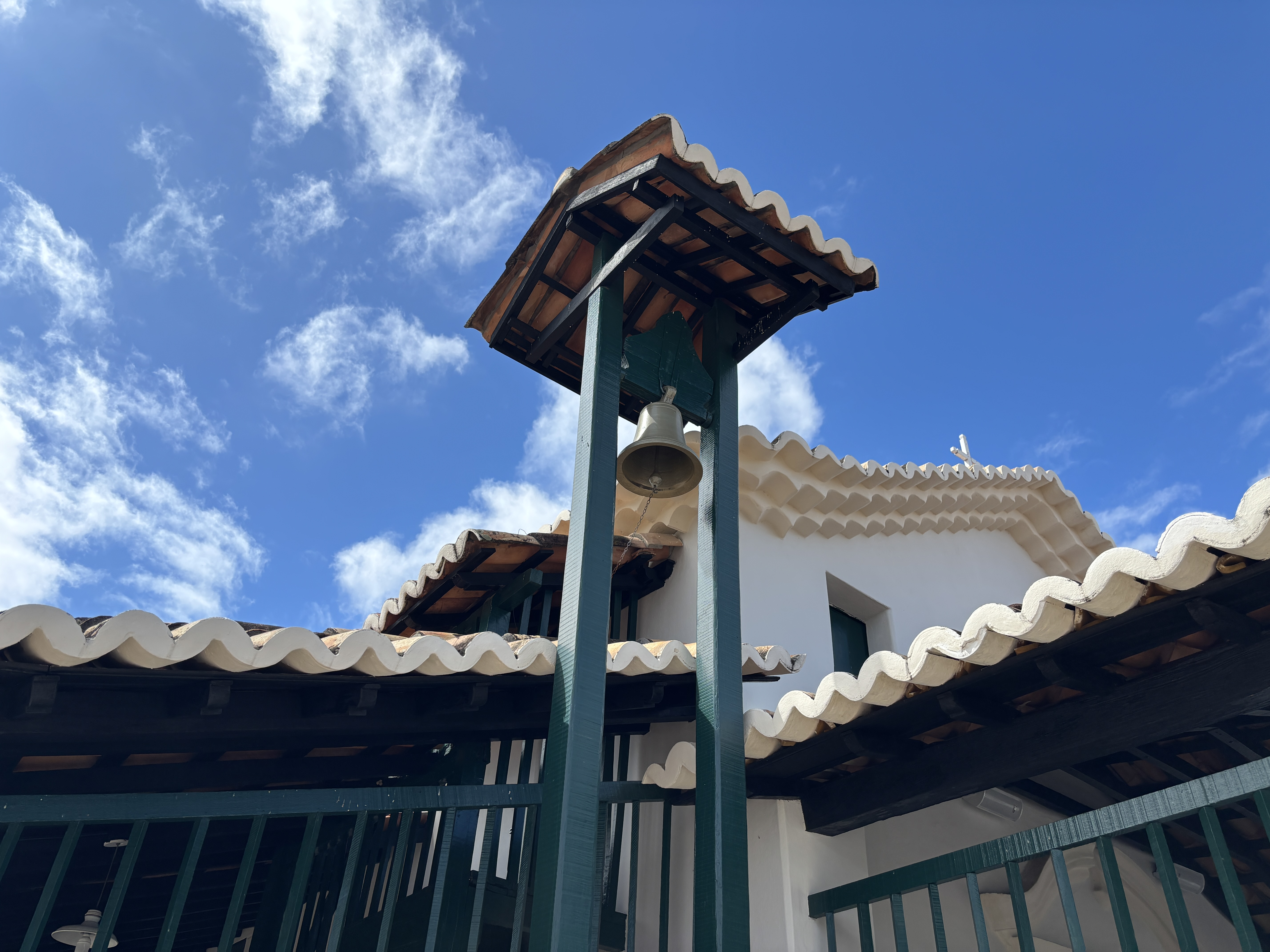
Torre sineira da capela da Missão do Bom Jesus da Glória

Durante os dois primeiros séculos de colonização, os missionários da Companhia de Jesus  foram os primeiros jesuítas a estabelecerem contato com os povos indígenas no Sertão das Jacobinas. Após eles surgiram outros religiosos na região, como os carmelitas, franciscanos e capuchinhos. Em decorrência do conflito com os senhores da Casa da Torre, que receavam perder suas terras, os jesuítas foram expulsos e quando chamados de volta se recusaram a retornar diante dos abusos sofridos. Logo, por volta de 1697, eles abandonaram por definitivo os aldeamentos das Jacobinas. Diante dessa recusa, os franciscanos aceitaram a missão entre os índios dos sertões conquistados pela Casa da Torre.
Após a intercessão a favor da política missionária por parte do governador João de Lencastro, em 1700 foi baixado um alvará régio que determinava que cada missão teria a demarcação de uma légua quadrada de terras para o sustento dos indígenas aldeados e missionários. O alvará aludido foi confirmado posteriormente pela lei de 4 de junho de 1703, que previa também um “espaço para igreja e adro, com o passal do vigário”. Baseado no Alvará sobre a concessão de terras para as Aldeias das Missões de 1700, à Missão do Bom Jesus da Glória deveria ser dada uma légua de terra em quadra para a sustentação dos missionários e dos indígenas. A aldeia deveria conter no mínimo 100 casais de indígenas.
Atendendo ao pedido de Antônio da Silva Pimentel e de sua esposa Isabel Maria Guedes de Brito, no início do século XVIII os missionários franciscanos se instalaram na aldeia do Bom Jesus da Glória, nas terras dos Guedes de Brito. A construção da igreja foi solicitada ao rei português D. Pedro II, mas, em decorrência de um impedimento, a autorização foi concedida através do alvará régio de 07 de maio de 1705, expedido por D. Catarina, Rainha da Inglaterra, Infanta de Portugal e Regente do Reino. Desse modo, a Capela do Bom Jesus da Glória, também chamada de igreja da Missão, foi construída em 1706 cujo objetivo era catequizar os indígenas Payayás que viviam na região.
A capela foi desenvolvida por um arquitetura simétrica tendo uma capela-mor que é envolvida pela sacristia, alpendre, além de uma capela lateral. Na sua formação, ainda possui uma varanda lateral que permite acesso ao coral da igreja e ao púlpito - de maneira independente da entrada principal da igreja. O púlpito da igreja, revela elementos de grupos indígenas brasileiros tendo símbolos cristãos e indígenas talhados no púlpito. Ainda no púlpito, destacam-se dos crucifixos banhados à prata e a imagem de Nossa Senhora da Piedade e São Miguel. Apenas a capela-mor possui forro, que é prismático, em caixotões policromados.
A Igreja da Missão possui uma arquitetura singular do período colonial brasileiro, dotada de símbolos católicos e indígenas. Na atualidade, há poucas nesse estilo no Brasil. A Capela de Nossa Senhora da Ajuda, localizada em Cachoeira, no Recôncavo Baiano, apresenta uma arquitetura semelhante, com uma planta simples, mas que se destaca pelas proporções singelas.
A planta da edificação jacobinense apresenta desenvolvimento simétrico ao longo do eixo longitudinal, contando com capela-mor e nave, ambas circundadas por sacristia, consistório, alpendre, capela lateral e copiar. A escada externa que dá acesso ao coro e ao púlpito parte da varanda lateral, a qual é ladeada por bancos. A fachada é marcada pela presença do copiar e da torre sineira em madeira. O interior, de aspecto sóbrio, tem forro apenas na capela-mor, com estrutura prismática composta por caixotões policromados. O púlpito conserva entalhes com símbolos cristãos e indígenas. Entre as imagens sacras, destacam-se dois crucifixos com esplendores de prata, Nossa Senhora da Piedade e São Miguel.
Aos arredores da capela, foi-se originando a Vila de Jacobina, embrião da cidade Jacobina.. A igreja segue em funcionamento, realizando missas que reúnem devotos para professarem sua fé. Ela também faz parte de ritos religiosos tradicionais da cidade, como a marujada que ocorre todos os anos. Tal cerimônia consiste em homens vestidos de marinheiros que louvando São Benedito desfilam da Igreja da Missão até a Matriz.

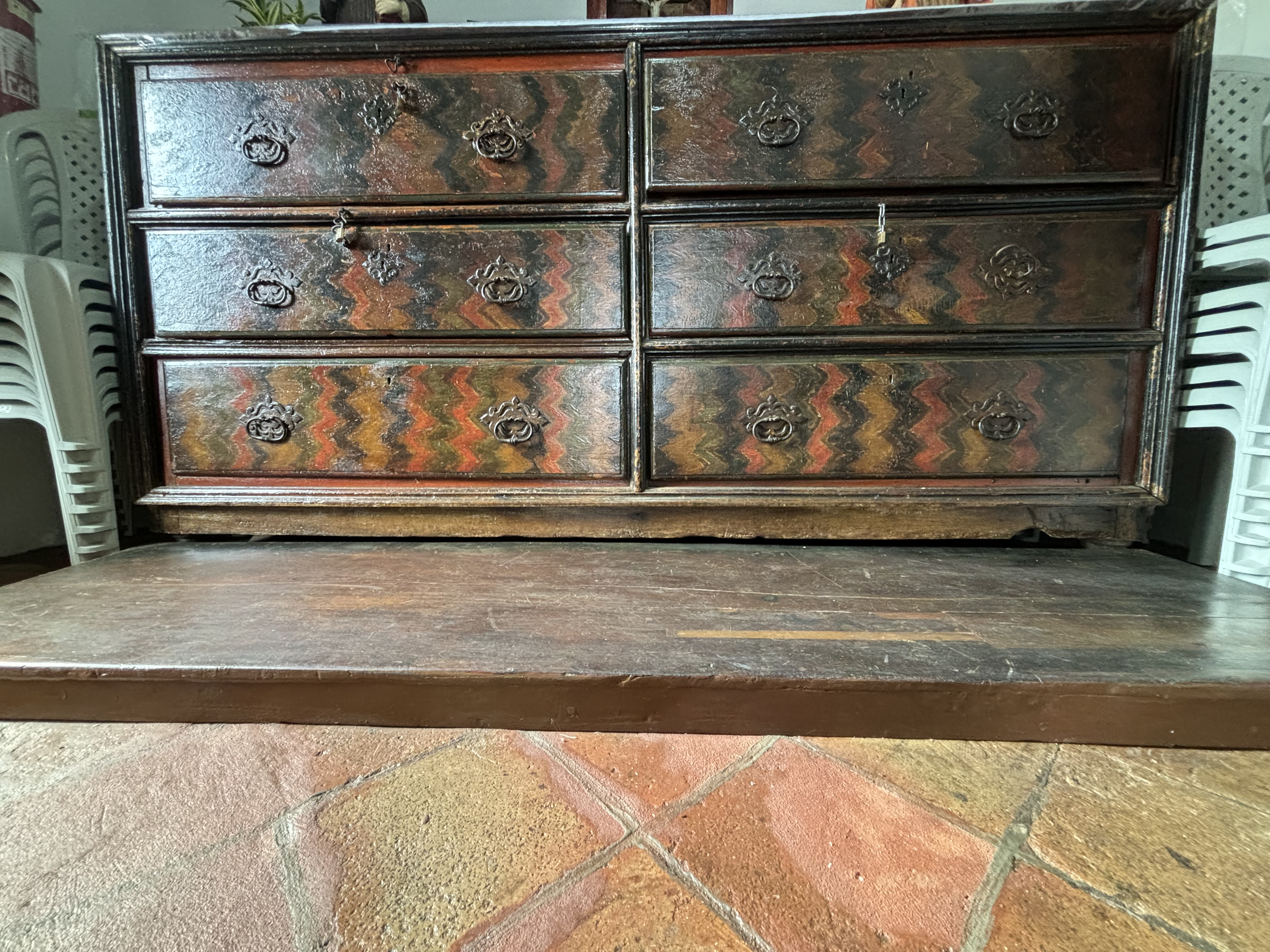
Arca em madeira da Missão do Bom Jesus (período colonial)

#### Tombamento
Embora tenha passado por algumas reformas, a estrutura original da Igreja da Missão permanece preservada, no ano de 1972, a capela passou pelo processo de tombamento histórico junto ao Instituto do Patrimônio Histórico e Artístico Nacional (IPHAN), órgão vinculado ao Governo Federal responsável por preservar a memória brasileira.. Além disso, ela possui um grande valor histórico e cultural para a história da cidade, pois constitui uma das primeiras marcas de povoamento de Jacobina e um dos poucos registros da tradição indígena na região. 